# Modoc (volk)
De Modoc zijn een Noord-Amerikaans indianenvolk.
Het volk wordt door antropologen ingedeeld bij het Northwest Plateau-cultuurgebied, op basis van de traditionele cultuur en bouwkunst.

## Taal
De uitgestorven taal van de Modocs wordt gezien als een dialect van het Klamath; zowel de Modoc als de Klamath verwezen naar zichzelf als maklaks (mensen, volk). De dialecten van het Klamath worden tot de hypothetische superfamilie van de Penutische talen gerekend, en zouden op die manier een verwantschap delen met onder andere de Wintu-, Maidu-, Uti- en Yokutstalen van Centraal-Californië.

## Geschiedenis
Voor de Europese kolonisatie van Amerika leefden de Modoc in wat nu Noordoost-Californië en Centraal-Zuid-Oregon zijn in het westen van de Verenigde Staten. Het Modoc Plateau was hun leefgebied. Door kolonisatie en conflict werden de Modoc – waarvan er naar schatting 500 waren voor de komst van Europeanen – verhuisd naar reservaten in Oregon en Oklahoma.

### Indianen van Californië
De zachtmoedige indianen van Californië ondergingen eerst een verderfelijke invloed van de Spanjaarden, die hen namen gaven, missieposten vestigden en hen bekeerden. Toen in 1848 goud ontdekt werd, stroomden blanken Californië binnen. Ze namen van de indianen wat ze wilden en vernederden hen en roeiden systematisch hele bevolkingsgroepen uit, waaronder Chilula's, Chimariko's, Urebures, Nipewais, Alona's en nog ongeveer honderd stammen meer. De Modocs vormden een uitzondering onder deze toegeeflijke indianen. Ze woonden in het gebied van het Tula-meer toen kolonisten hun beste grond in beslag namen. Toen ze zich verzetten, probeerden de blanke indringers hen te verdelgen. De Modocs begonnen daarop overvallen te plegen en te roven.

### Kapitein Jack
Een bekende leider van de Modoc was Kintpuash (Kapitein Jack). Blanken in Yreka, waar de Modocs goede banden mee hadden, gaven de indianen nieuwe namen. Hij ging onder dwang en met mooie beloften naar het Klamath-reservaat, maar de Klamaths zagen hen als indringers en beloofde leveranties bleven uit. De Modocs trokken naar het dal van de Verloren Rivier. Veeboeren wilden er geen weidegrond afstaan, terwijl het gebied van oudsher aan de Modocs had toebehoord. Toen het leger op de Modocs werd afgestuurd, reisden ze naar het Lavaland. Winema (foto rechtsboven) was de nicht van Kapitein Jack, getrouwd met de blanke Frank Riddle. Zij leverde bijdragen aan de vredesonderhandelingen tussen de regering en de Modocs. Uiteindelijk werd Kapitein Jack door Zakkenroller Jim, een van zijn eigen mensen verraden. Hij werd op 3 oktober 1873 opgehangen in Fort Klamath. Zijn lichaam werd opgegraven en naar Yreka gebracht, gebalsemd en was op kermissen in de oostelijke steden te bezichtigen voor tien dollarcent.

### Huidige situatie
De huidige Modoc-bevolking is verdeeld over twee federaal erkende stammen, de Klamath Tribes in Oregon en de Modoc Tribe in Oklahoma.